# Сгрена, Джулиана
Джулиа́на Сгре́на (итал. Giuliana Sgrena; род. 20 декабря 1948, Мазера, Пьемонт) — итальянская журналистка, работающая в итальянской коммунистической газете Il Manifesto и немецком еженедельнике Die Zeit. Автор множества статей и ряда книг.

## Биография
Родилась в небольшом посёлке Мазера, где во время Второй мировой войны велись ожесточенные сражения между немцами и итальянскими партизанами. Её отец, Франко Сгрена, был известным партизаном, а после войны — активистом профсоюза железнодорожников в прокоммунистической Всеобщей итальянской конфедерация труда. 
Джулиана училась в Милане, где заинтересовалась левой политикой, стала убеждённой пацифисткой и занялась журналистикой: с 1980 года работала на Guerra e Pace, а с 1988 года — на Il Manifesto.
Будучи профессиональной журналисткой, Джулиана Сгрена проявляла большой интерес к конфликтам на Ближнем Востоке и прилегающих регионах (включая гражданские войны в Алжире и Сомали), особенно её волновали права женщин в исламе. Так, в своей второй книге «В школе талибов» (Alla scuola dei Taleban) она описывала положение в Афганистане. 
В отличие от своей коллеги Орианы Фаллачи, она была против введения американских войск в Ирак в 2003 году. С началом войны она поехала в Ирак, чтобы освещать бомбардировки Багдада, за что получила орден Трудовых заслуг.
До поездки она открыто говорила, что Ирак очень небезопасное место и что она боится быть похищенной, однако, как подтверждала Наоми Кляйн, она была готова идти на большой риск, чтобы задокументировать реальность войны. 4 февраля 2005 года Сгрена действительно была похищена иракскими повстанцами. Её заставили сняться в видеообращении к итальянским властям с требованием выкупа и вывода итальянских войск из Ирака. Итальянское правительство предположительно (но не точно) выплатило выкуп. Сама Сгрена рассказывала позднее:
Меня не пытали. Но оказывали психологическое давление. Иногда целыми днями я сидела и ничего не делала. Под дулом автомата я пыталась вспоминать приятные моменты жизни. Особенно детство. Много-много о нем думала…
4 марта того же года двое агентов итальянских спецслужб повезли Сгрену в международный аэропорт Багдада. Там они попали под обстрел со стороны американских войск. Сотрудник военной разведки Никола Калипари погиб, заслонив собой Джулиану, его напарник и сама Джулиана были ранены. Американские медики оказали ей помощь на месте, потом её забрали в американский госпиталь. 
В скором времени журналистка была доставлена в Рим. Журналистка была убеждена, что именно она была целью американских военных. Итальянские власти были согласны с ней, итальянской стороной было проведено своё расследование.

### Последствия
Никто из обстрелявших машину с тремя гражданами Италии не был привлечён к ответственности. Один из стрелявших солдат, Марио Лозано, был привлечён к заочному суду в Италии, однако в 2007 году с него были сняты все обвинения.
Джулиана Сгрена не прекратила своей работы после случившегося. Она ездила по странам, делала репортажи и писала книги:
С тех пор, как меня освободили, я уже была в Афганистане, Алжире, Ливане… В Ирак пока не собираюсь. Слишком неспокойно там. Да и смысла нет. День ото дня только хуже. Мы все это понимаем.
Безуспешно выдвигалась на выборах в Европейский парламент 2009 года от левосоциалистического блока «Левые и Свобода — Зелёная федерация» (Sinistra e Libertà), на базе которого в конце того же была создана партия «Левые Экология Свобода», в национальный координационный комитет которой вошла Сгрена. 
На европейских выборах 2014 года была кандидатом по списку «Другая Европа с Ципрасом» в избирательном округе на северо-западе Италии (в который входят округа Пьемонт, Валле д'Аоста, Ломбардия и Лигурия), но также не была избрана.